# Hyla
Hyla (česky rosnička) je rod stromových žab z čeledi rosničkovití. Zástupci tohoto rodu jsou rozšířeni v Eurasii, v Africe a napříč oběma Amerikami. Před revizí čeledi rosničkovití měl tento rod přes 300 popsaných druhů. Většina z nich byla přesunuta k jiným rodům, takže mezi rosničky dnes patří jen 33 druhů.
Rod popsal v roce 1768 rakouský přírodovědec Josephus Nicolaus Laurenti a pojmenoval ho po Héraklovu příteli Hylásovi.
Původ názvu bývá často mylně odvozován od řeckého výrazu pro les ὕλη (hūlē).

## Druhy

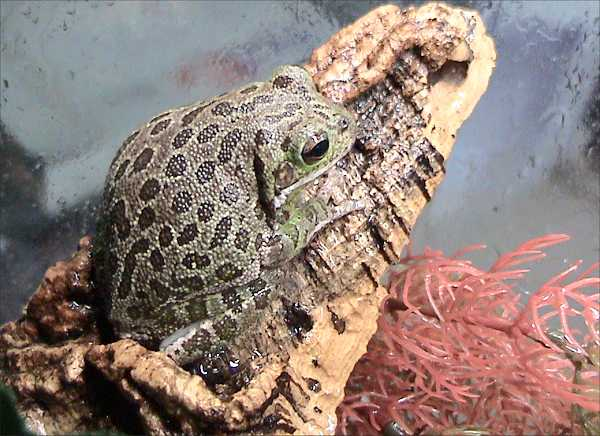
rosnička štěkavá (Hyla gratiosa)

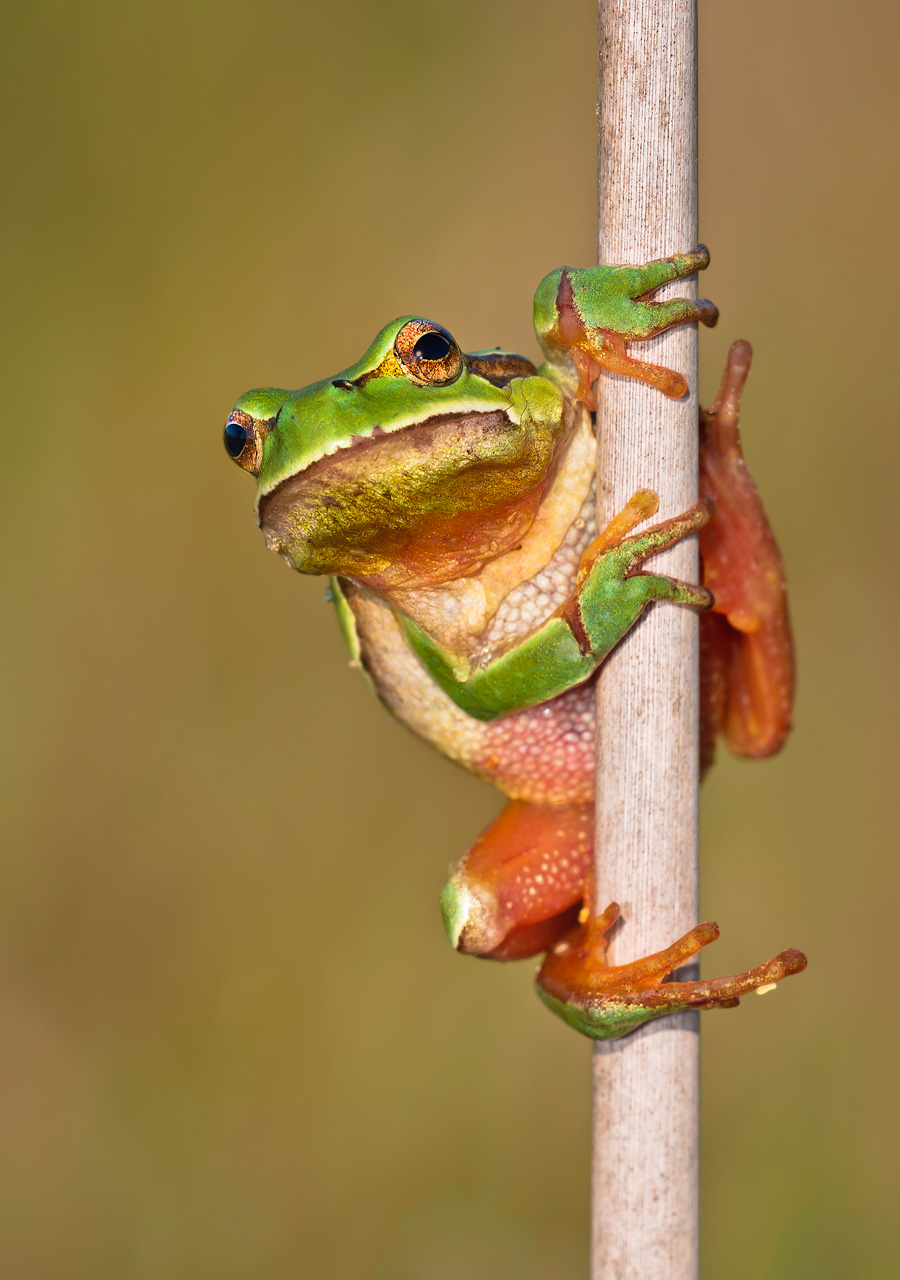
rosnička zelená (Hyla arborea)

| Binomické jméno                                          | Český název            |
| -------------------------------------------------------- | ---------------------- |
| Hyla andersonii Baird, 1854                              | rosnička Andersonova   |
| Hyla annectans Jerdon, 1870                              | rosnička asámská       |
| Hyla arborea Linné, 1758                                 | rosnička zelená        |
| Hyla arboricola Taylor, 1941                             |                        |
| Hyla arenicolor Cope, 1866                               | rosnička kaňonová      |
| Hyla avivoca Viosca, 1928                                | rosnička zpěvná        |
| Hyla bocourti Mocquard, 1899                             | rosnička Bocourtova    |
| Hyla cinerea Schneider, 1799                             | rosnička bělopruhá     |
| Hyla chinensis Günther, 1858                             | rosnička čínská        |
| Hyla chrysoscelis Cope, 1880                             | rosnička šedozelená    |
| Hyla euphorbiacea Günther, 1858                          | rosnička pryšcová      |
| Hyla eximia Baird, 1854                                  | rosnička horská        |
| Hyla femoralis Bosc in Daudin, 1800                      | rosnička borovicová    |
| Hyla graceae Myers & Duellman, 1982                      |                        |
| Hyla gratiosa LeConte, 1856                              | rosnička štěkavá       |
| Hyla hallowellii Thompson, 1912                          | rosnička Hallowellova  |
| Hyla heinzsteinitzi Grach, Plesser, and Werner, 2007     |                        |
| Hyla helenae Ruthven, 1919                               | rosnička Helenina      |
| Hyla imitator Barbour & Dunn, 1921                       | rosnička maskovaná     |
| Hyla immaculata Boettger, 1888                           |                        |
| Hyla intermedia Boulenger, 1882                          | rosnička italská       |
| Hyla japonica Günther, 1859                              | rosnička japonská      |
| Hyla javana Ahl, 1926                                    |                        |
| Hyla meridionalis Boettger, 1874                         | rosnička západní       |
| Hyla molitor Schmidt, 1857                               |                        |
| Hyla molleri Bedriaga, 1890                              |                        |
| Hyla nicefori (Cochran & Goin, 1970                      | chůvnička Niceforova   |
| Hyla orientalis Bedriaga, 1890                           |                        |
| Hyla plicata Brocchi, 1877                               | rosnička řasnatá       |
| Hyla sanchiangensis Pope, 1929                           | rosnička východočínská |
| Hyla sarda De Betta, 1853                                | rosnička sardinská     |
| Hyla savignyi Audouin, 1827                              | rosnička levantská     |
| Hyla simplexBoettger, 1901                               | rosnička vietnamská    |
| Hyla squirella Bosc in Daudin, 1800                      | rosnička hádavá        |
| Hyla suweonensis Kuramoto, 1980                          | rosnička korejská      |
| Hyla tsinlingensis Liu and Hu in Hu, Zhao, and Liu, 1966 | rosnička sečuánská     |
| Hyla versicolor LeConte, 1825                            | rosnička měnivá        |
| Hyla walkeri Stuart, 1954                                | rosnička Walkerova     |
| Hyla warreni Duellman & Hoogmoed, 1992                   | rosnička Warrenova     |
| Hyla wrightorum Taylor, 1939                             |                        |
| Hyla zhaopingensisTang and Zhang, 1984                   | rosnička jihočínská    |

### Nejisté zařazení
| Binomické jméno                | Český název         |
| ------------------------------ | ------------------- |
| Hyla surinamensis Daudin, 1802 | rosnička surinamská |